# Eckartsberga

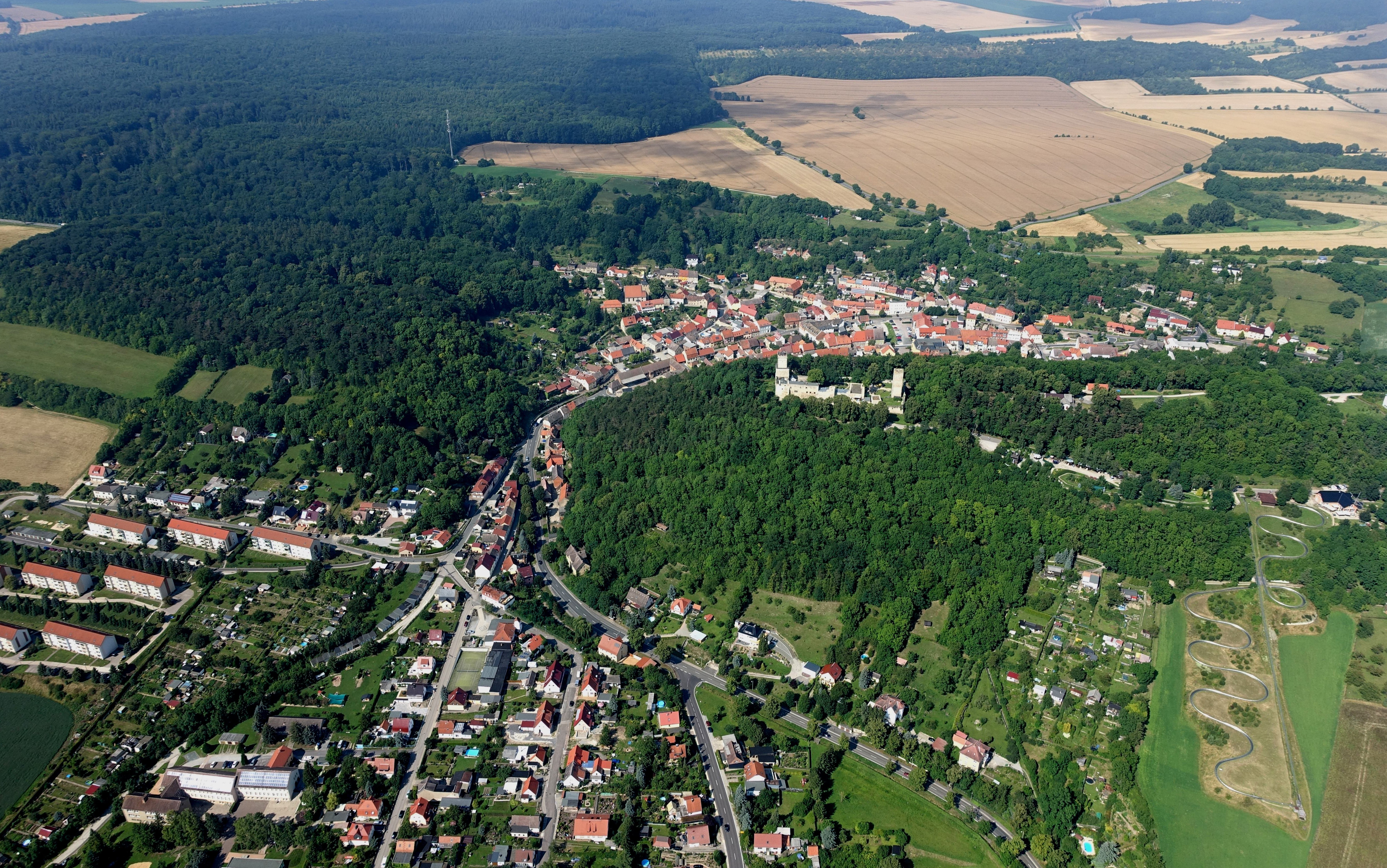
Luftbild von Eckartsberga 2017

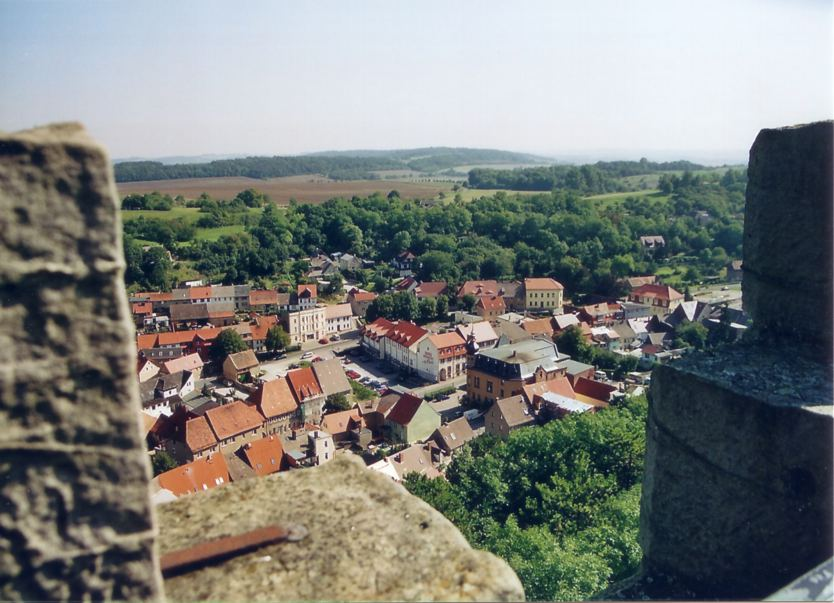
Blick von der Eckartsburg auf die Stadt

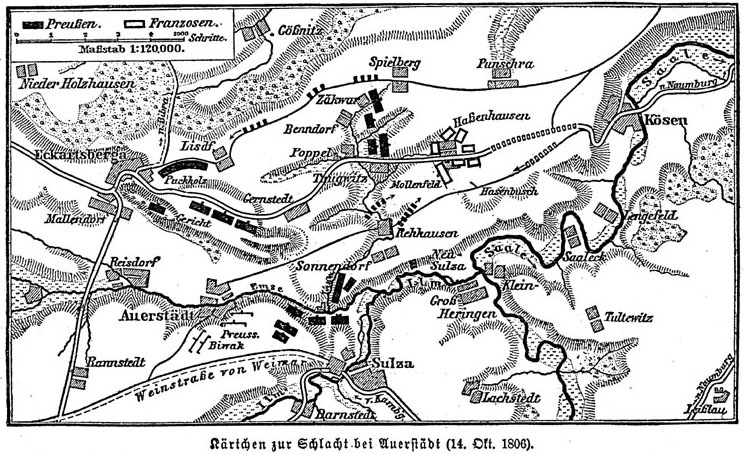
Eckartsberga im Schlachtfeld von Auerstedt

Eckartsberga ist eine Kleinstadt im Burgenlandkreis in Sachsen-Anhalt (Deutschland). Sie gehört zur Verbandsgemeinde An der Finne.

## Geographie

### Geographische Lage
Die Stadt Eckartsberga liegt an der Finne, einem Bergrücken an der Landesgrenze von Sachsen-Anhalt zu Thüringen. Sie liegt im Naturpark Saale-Unstrut-Triasland und ist etwa 22 Kilometer von Naumburg (Saale) und je knapp 30 km von Jena und Weimar entfernt.
Die Nachbargemeinden (im Uhrzeigersinn) sind: An der Poststraße, Lanitz-Hassel-Tal in Sachsen-Anhalt und Bad Sulza in Thüringen.

### Stadtgliederung
Zu Eckartsberga gehören neben Eckartsberga die Ortsteile
- Burgholzhausen,
- Funkturmsiedlung,
- Lindenberg,
- Lißdorf,
- Marienthal (Schloss Marienthal),
- Mallendorf,
- Millingsdorf,
- Niederholzhausen,
- Seena,
- Thüsdorf und
- Tromsdorf.

## Geschichte
Die Geschichte Eckartsbergas ist untrennbar mit der Gründung und dem Bau der Eckartsburg 966 durch Markgraf Ekkehard I. von Meißen verbunden. Grund war die Lage auf dem Sachsenberg an der wichtigen Via Regia. Der als Reihendorf angelegte Ort vor der Burg tauchte erstmals 1073 in einer Urkunde auf.
Eckartsberga hatte im späten Mittelalter Marktrecht, Stadtrecht (seit 1288), war Münzprägeort und hatte eine eigene Gerichtsbarkeit. Ab 1485 war die Stadt Sitz des gleichnamigen sächsischen Amtes. Das Stadtleben wurde bis in die Mitte des 17. Jahrhunderts durch Fuhrunternehmen geprägt. Im Zuge des Sächsischen Bruderkriegs standen am 15. Juli 1450 im Raum Eckartsberga rund 60 Dörfer in Flammen. Ein weiterer verheerender Brand wütete 1517. Eine sogenannte Brandsäule am Ortsrand erinnert an eine Hexenverbrennung von 1563.
Im Jahr 1621 hatte die Stadt eine Kippermünzstätte, in der unter den Münzmeistern Christian Gerlach und Bernd Hillard Interimsmünzen (Kippermünzen) geschlagen wurden. Das waren Kippergroschen- und Kreuzerstücke.
1806 lag Eckartsberga am Rande des Schlachtfeldes der Schlacht von Jena und Auerstedt. Das Amt Eckartsberga kam (später erweitert als Landkreis Eckartsberga) 1815 mit anderen Gebieten an Preußen.
Auf dem Sachsenberg im Osten der Stadt standen zeitweise drei Windmühlen. Die heute noch östlich des Ortsrandes, etwas abseits der B 87 auf etwa 275 m Höhe stehende funktionsfähige Mühle aus dem Jahr 1831 hat statt der üblichen vier Flügel ein zehnspeichiges Windrad mit einem Durchmesser von 14 Metern. Diese Bauweise ist sonst in Südeuropa verbreitet, in Deutschland allerdings einmalig.
Im Zuge der Kreisreform von 1952 kam Eckartsberga zum Kreis Naumburg im Bezirk Halle. Im Rahmen der Wiedergründung der Länder 1990 fiel Eckartsberga an Sachsen-Anhalt und gehört seit 1994 zum Burgenlandkreis.
Am 1. Juli 2009 wurden die Nachbargemeinden Tromsdorf und Burgholzhausen in die neugebildete Stadt Eckartsberga eingegliedert und die Verwaltungsgemeinschaft An der Finne aufgelöst.

### Burgstall Altenburg (Eckartsberga-Mallendorf)
Bei Eckartsberga befinden sich die geringen Reste der sogenannten "Altenburg". Um 1900 erwähnt der Burgenforscher Otto Piper diese Anlage in seinem Standardwerk "Burgenkunde" als Beispiel für eine ungewöhnlich alte - wohl frühmittelalterliche - Anlage, die als gemauerte mittelalterliche Anlage aus einer älteren Wallburg hervorging. Damals sollen noch "dreifache Querwälle" erhalten gewesen sein. Daher handelt es sich um eine abgegangene Burg des Mittelalters, einen sogenannten Burgstall.

## Religion

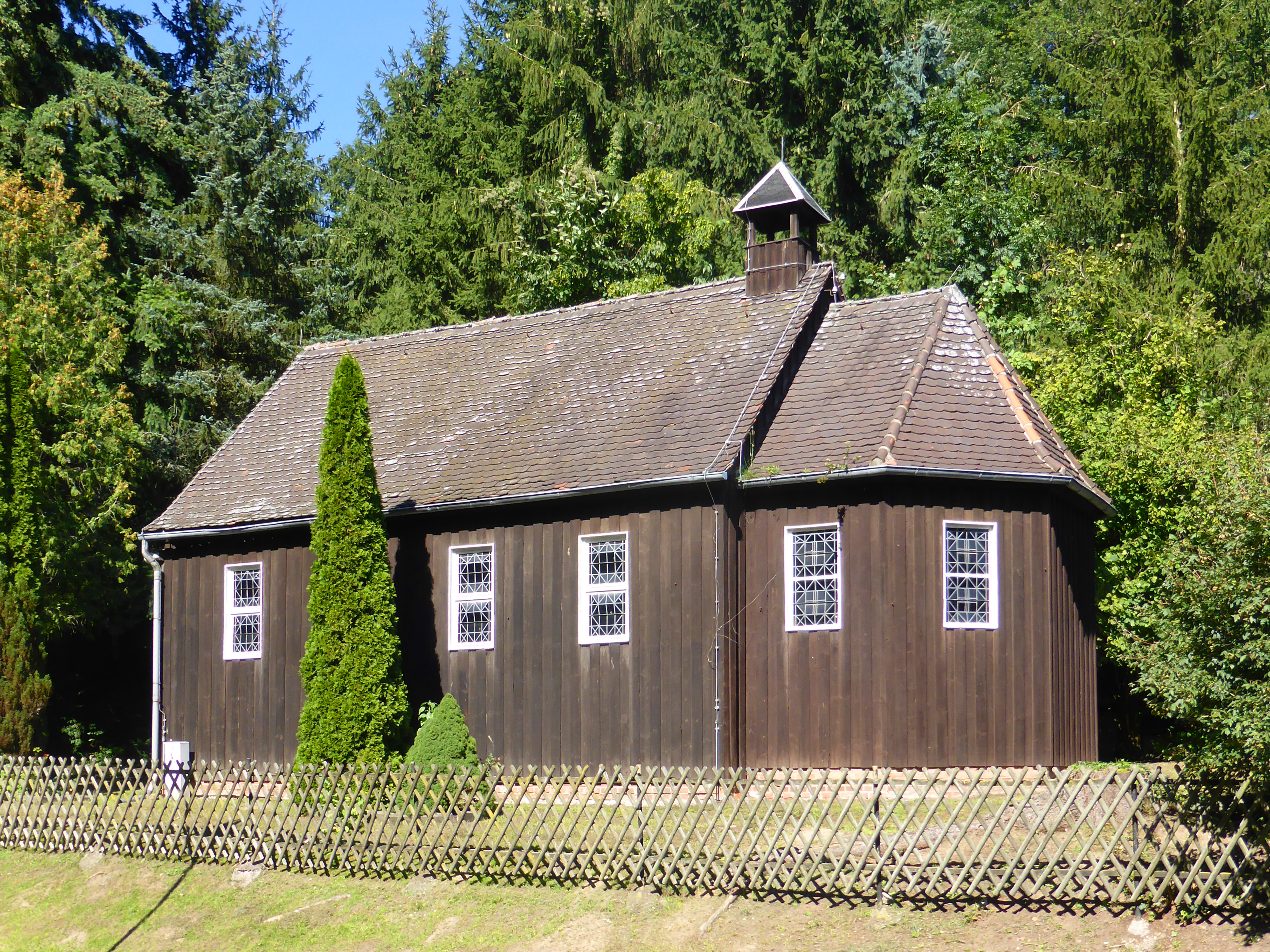
Christkönigs-Kapelle

Die St.-Mauritius-Kirche in Eckartsberga gehört zum Pfarrbereich Eckartsberga, zu dem außer der Kirche in Eckartsberga noch zwölf kleine Ortschaften in der Umgebung von Eckartsberga gehören. Der Pfarrbereich Eckartsberga gehört zum Kirchenkreis Naumburg-Zeitz im Propstsprengel Halle-Wittenberg der Evangelischen Kirche in Mitteldeutschland. Eine weitere evangelische Einrichtung in Eckartsberga ist die Kindertagesstätte Sterntaler.
Ein katholisches Gotteshaus bekam Eckartsberga 1934 mit der Christkönigs-Kapelle, die zur Pfarrei St. Peter und Paul mit Sitz in Naumburg (Saale) im Bistum Magdeburg gehört.

## Politik

### Bürgermeisterin
Im März 2023 wurde Marlis Vogel für eine vierte Amtsperiode gewählt.

### Wappen
| Wappen von Eckartsberga | Blasonierung: „Geteilt von Rot und Blau, oben ein wachsender goldener Löwe, unten eine goldene Lilie.“ |
| Wappen von Eckartsberga | Wappenbegründung: Das Wappen der Stadt Eckartsberga ist der ehemaligen Herrschaft und des Amt Eckartsberga entlehnt. Am 1. Dezember 2014 erteilte der Landkreis die Genehmigung zum Führen eines Wappens und einer Flagge. Die Flagge der Stadt Eckartsberga ist rot-blau (1:1) gestreift (Streifen senkrecht verlaufend) und mittig mit dem Wappen der Stadt Eckartsberga belegt. |

### Städtepartnerschaft
Eine Städtepartnerschaft besteht mit der Stadt Zwingenberg im Landkreis Bergstraße in Hessen.

## Kultur und Sehenswürdigkeiten
- Die Eckartsburg mit ihrem 36 Meter hohen Bergfried ist das Wahrzeichen der Stadt. Im Turminneren befindet sich eine Zinnfigurenausstellung, die als Diorama den Verlauf der Schlacht bei Jena und Auerstedt zeigt.
- Das im Ort befindliche Heimatmuseum präsentiert in seiner Sammlung auch Fundgegenstände aus der Steinzeit.
- Die auf dem Sachsenberg stehende Holländerwindmühle aus dem Jahr 1831 ist die letzte von einst drei Exemplaren am Ortsrand, die jedoch durch Brände in den Jahren 1839, 1848 und 1851 zerstört wurden und danach noch mehrfach erneuert wurden. Diese letzte Mühle verfügt über ein zehnspeichiges Windrad von 14 Metern Durchmesser. Der Turm misst vom Boden bis zur Dachspitze 13 Meter. Die Mühle wurde zuletzt im Jahre 2006 technisch instand gesetzt, hierbei wurde auch eine kleine Ausstellung geschaffen.[9]
- Auf dem Gelände des ehemaligen DDR-Pionier-Ferienlagers nahe der Eckartsburg befindet sich ein Freizeitpark mit Irrgarten, Minigolfanlage und Sommerrodelbahn.[10]

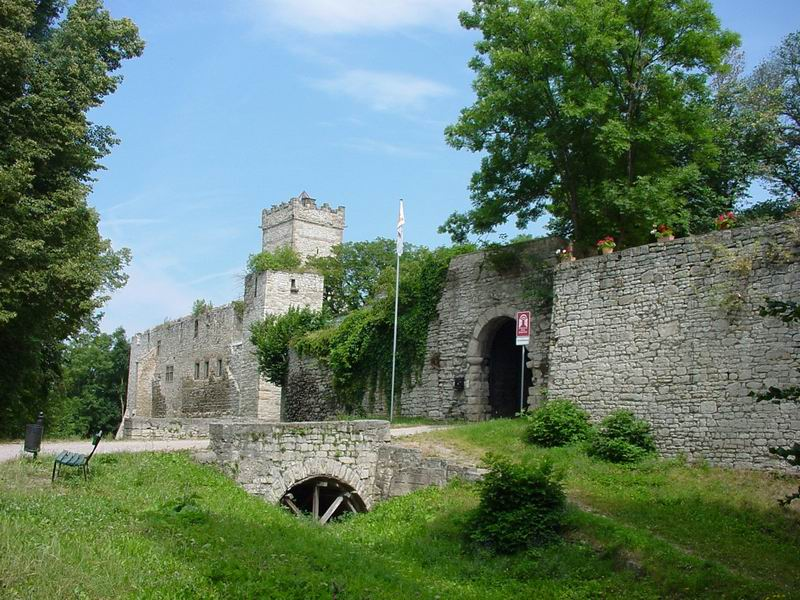
Eckartsburg
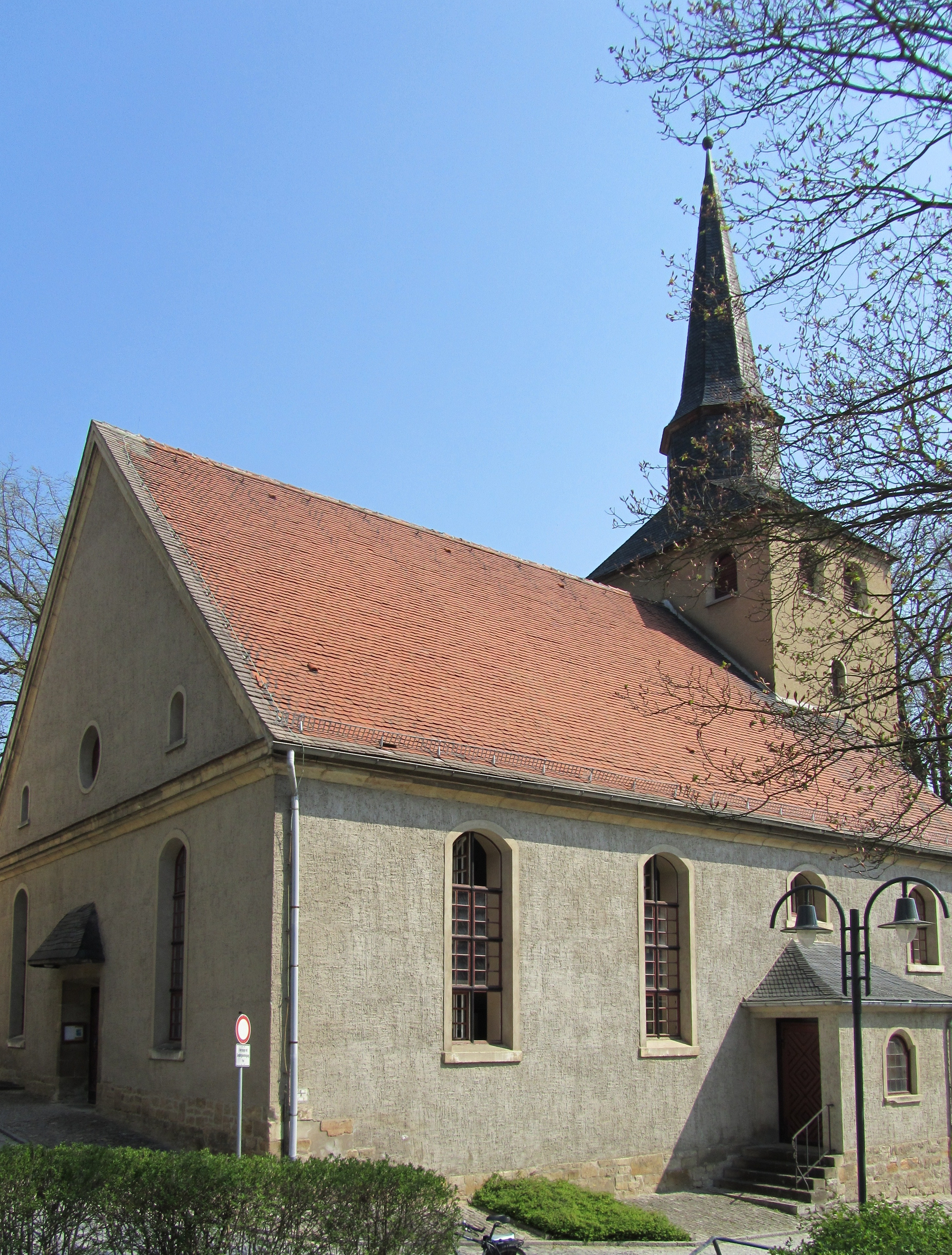
Stadtkirche
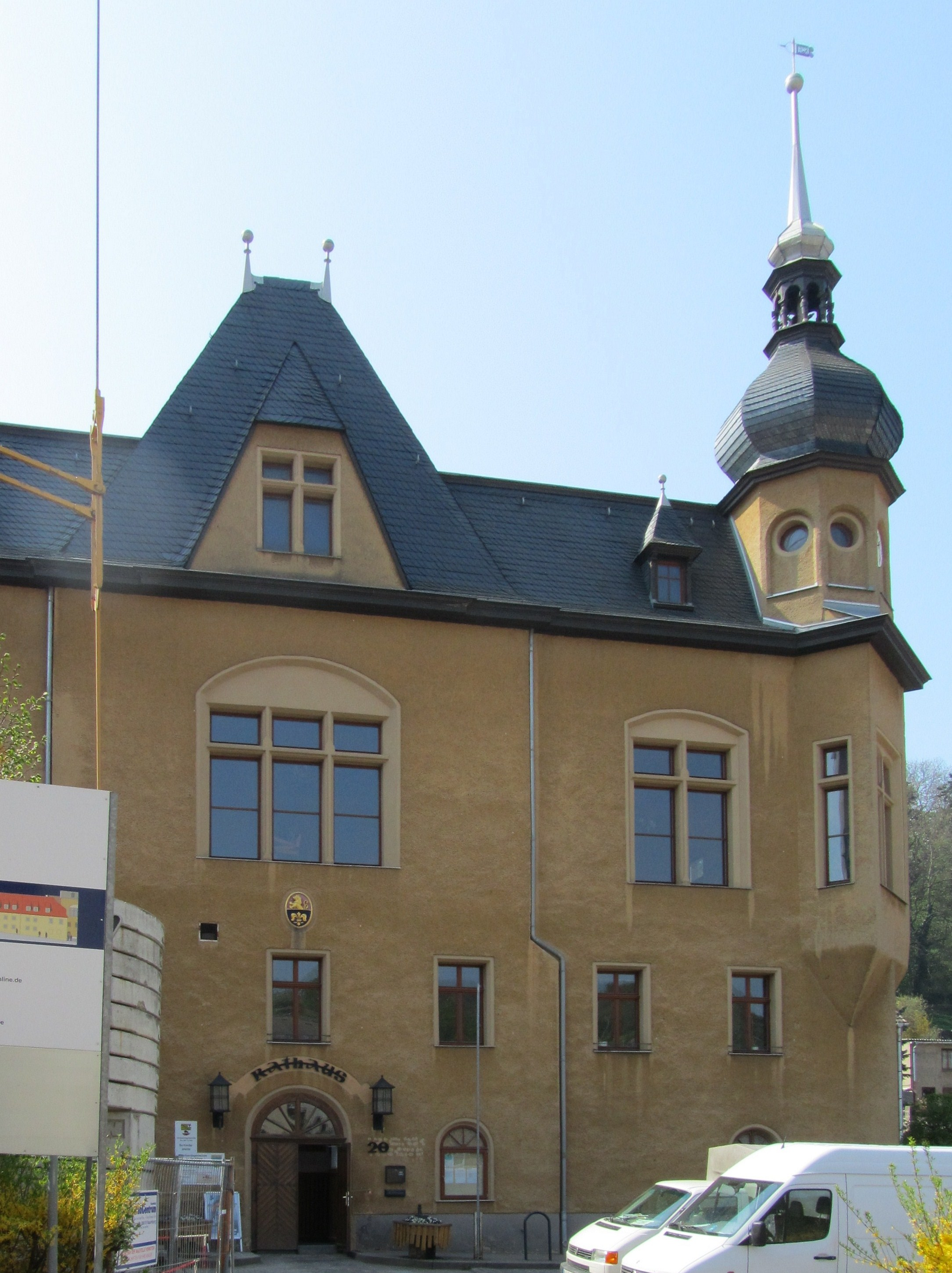
Rathaus
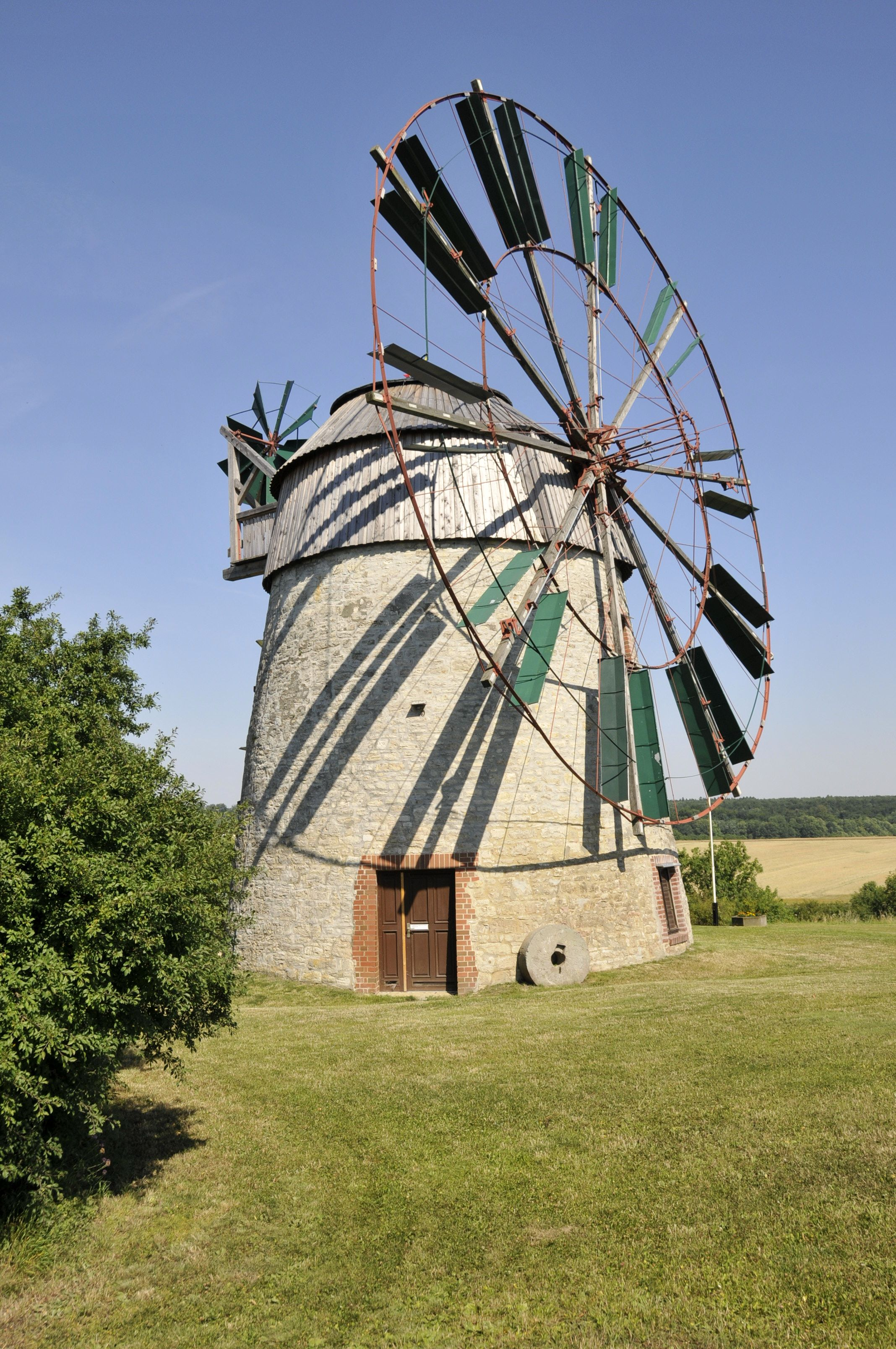
Windmühle
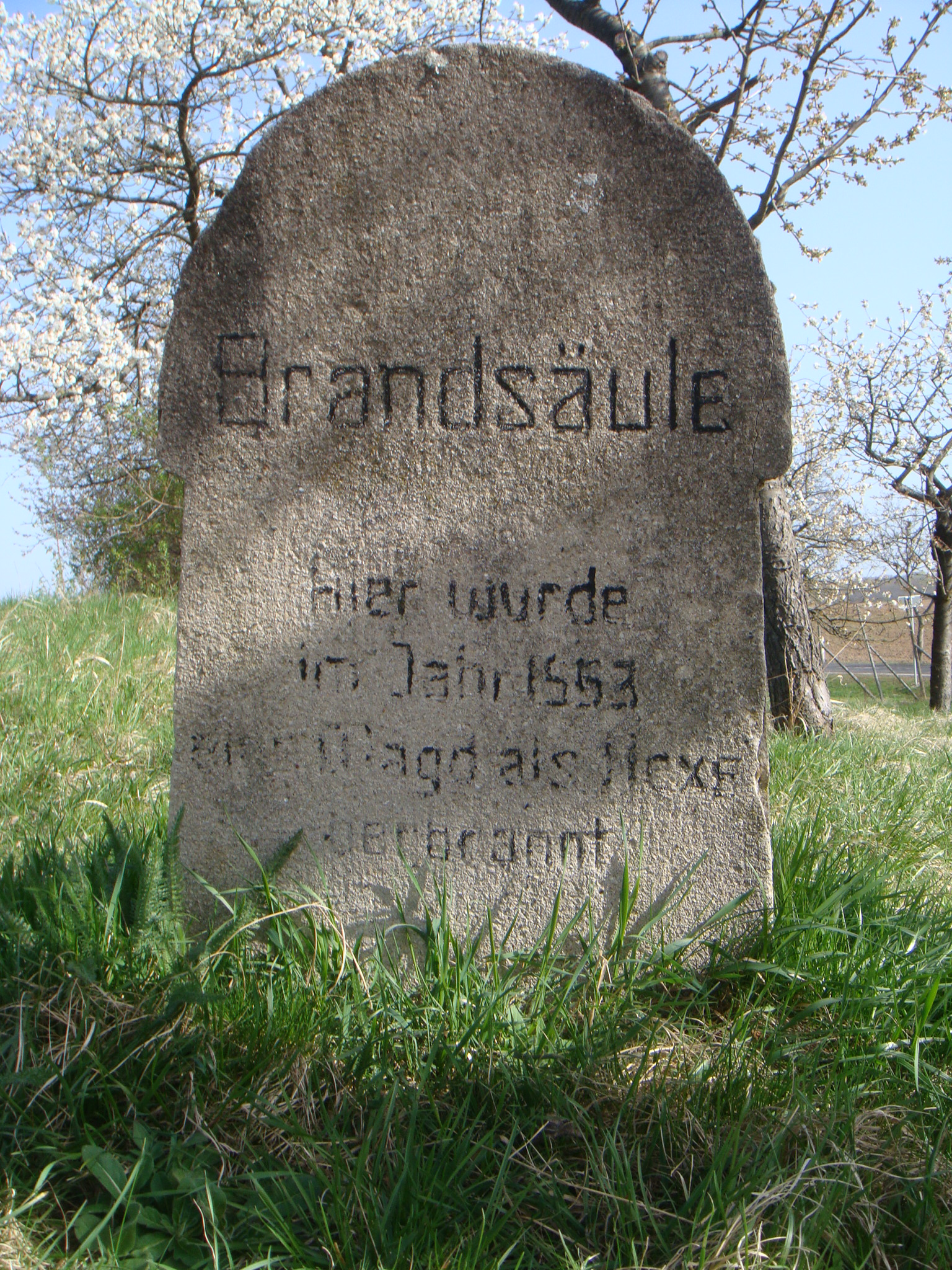
Denkmal an die Hexenverbrennung von 1563

## Verkehr

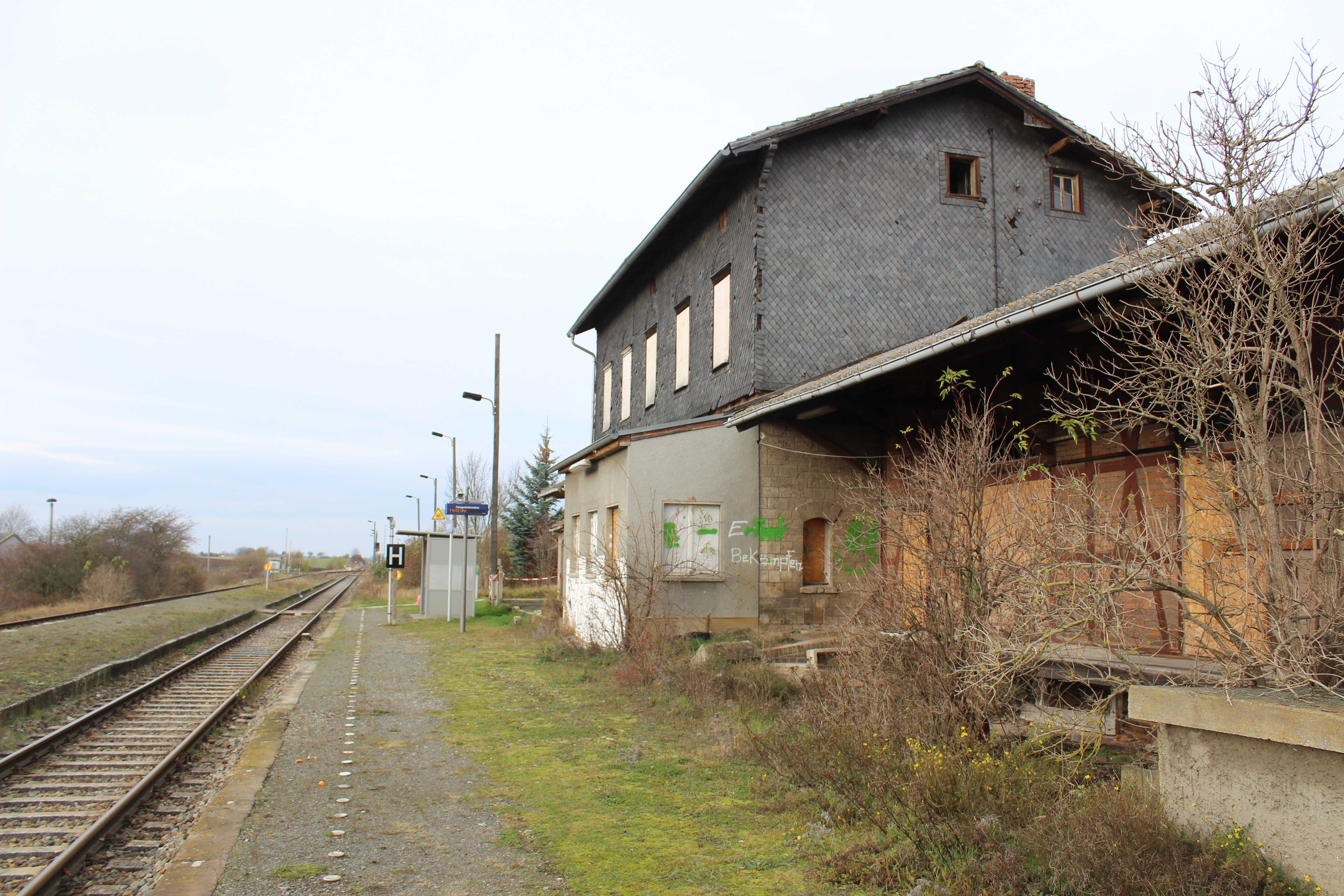
Bahnhof Eckartsberga (2017)

Durch die Stadt verläuft die Bundesstraße 87 (Leipzig–Ilmenau). Die Bundesstraße 250 über Bad Bibra nach Querfurt beginnt in Eckartsberga. In Richtung Westen führt eine Verbindungsstraße über Buttstädt nach Sömmerda.
Zwei Kilometer südlich von Eckartsberga befindet sich (schon auf thüringischem Gebiet) der Bahnhof Eckartsberga (Thür) an der Pfefferminzbahn Straußfurt–Sömmerda–Buttstädt–Großheringen. Seit der Einstellung des planmäßigen Personenverkehrs auf dem östlichen Abschnitt im Dezember 2017 wird der Bahnhof nur noch sporadisch im Güterverkehr bedient. Der nächstgelegene Bahnhof mit Personenverkehr ist Bad Sulza.
Die Buslinie 286 der PVG Weimarer Land verbindet Eckartsberga mit Apolda. Mit der PVG Burgenlandkreis erreicht man mit den Bus Naumburg, Buttstädt, Bad Bibra oder Bad Kösen.
Der Ökumenische Pilgerweg von Görlitz nach Vacha führt durch Eckartsberga.

## Persönlichkeiten
- Anna von Österreich (1432–1462), Landgräfin von Thüringen und Titular-Herzogin von Luxemburg
- Wilhelm Christoph Eisenhuth (1755–1826), Jurist und Verwaltungsbeamter
- August Moßdorff (1758–1843), Revolutionär und Verwaltungsbeamter
- Friedrich Wilhelm Schmidt (1786–1846), Offizier und Archäologe
- Adolf Heinrich Gräser (1801–1879), Pfarrer und Politiker
- Ludwig Abel (1835–1895), Violinist und Komponist
- Marie Weber (1871–1952), Landschaftsmalerin
- Rolf Friedemann Pauls (1915–2002), Diplomat (deutscher Botschafter in Israel, den Vereinigten Staaten und China)
- Peter Frenkel (* 1939), Leichtathlet
- Karl Hieronymus, erster Stadtbaumeister von Gleiwitz[11]
- Thomas Baust (* 1956), deutscher Musikwissenschaftler, Hörfunkredakteur und Musikproduzent